# 貴州習水中亞熱帶常綠闊葉林國家級自然保護區
貴州習水中亞熱帶常綠國家級自然保護區位於中國貴州省習水縣東北部。地理座標爲東經105°50′－106°29′，北緯28°07′－28°34′。是以中亞熱帶常綠闊葉林森林生態系統爲主要保護對象的森林和野生動物類型自然保護區。保護區總面積爲486.66平方公里，劃爲：核心區（面積239.57平方公里），緩衝區（面積117.95平方公里），實驗區（面積145.37平方公里）。森林覆蓋率89.6%。是貴州省面積最大的保護區。

## 自然環境
保護區地處大婁山北坡與四川盆地南緣的過渡地帶，位於南北向構造帶與北東向構造帶交接處，海拔從1756米到420米。區內以切割深仄的嶂谷和劇烈的崩塌地貌形態爲主，處於丹霞地貌的中青年期。
保護區屬於亞熱帶季風性濕潤氣候，雲量大，陰雨天多，太陽輻射量極低。年平均氣溫11.3－18.2℃，年降雨量900-1300毫米。

## 保護對象
主要保護對象爲中亞熱帶常綠闊葉林生態系統和珍稀瀕危野生動植物。有一級保護動物豹、雲豹，二級保護動物獼猴、藏酋猴、中華穿山甲、豺、亞洲黑熊、青鼬、水獺、大靈貓、小靈貓、斑靈狸、林麝、鬣羚、斑羚、中國大鯢、虎紋蛙、細痣疣螈，國家重點保護鳥類：（黑）鳶、普通鵟、白尾鹞、红隼、红腹角雉、白鹇、白冠长尾雉、红腹锦鸡、领角鸮、斑頭鵂鶹、灰林鸮。國家重點保護動物共29種。省重點保護動物有小麂、赤麂、毛冠鹿、啄木鸟、黑枕绿啄木鸟、大斑啄木鸟、鹰鹃、四声杜鹃。區內有國家一級保護植物桫欏、南方红豆杉、香果树、银杏、珙桐共5種，二級保護植物福建柏、杜仲、闽楠、楠木、红豆树、鹅掌楸、厚朴、水青岡、刺楸、花榈木共10種。

## 歷史沿革
- 1992年，建立縣級保護區。
- 1994年，升級爲國家級保護區。